# Aleksandr Wagżanow
Aleksandr Pietrowicz Wagżanow (ros. Александр Петрович Вагжанов, ur. 23 sierpnia 1877 w Twerze, zm. 6 czerwca 1919 w Czycie) – działacz bolszewicki, rewolucjonista.

## Życiorys
W latach 1896-1898 był członkiem Petersburskiego Związku Walki o Wyzwolenie Klasy Robotniczej, a od 1898 SDPRR, 1898-1902 służył w armii. 17 listopada 1903 aresztowany, 23 grudnia 1903 zwolniony, od października 1904 do 1906 ponownie służył w armii, od stycznia 1907 był deputowanym II Dumy Państwowej. W 1907 aresztowany i 1 grudnia 1907 skazany na 4 lata katorgi, od 4 czerwca 1911 przebywał na osiedleniu w obwodzie zabajkalskim, 19 marca 1917 amnestionowany po rewolucji lutowej. Członek Rady Twerskiej, od września 1917 radny Twerskiej Dumy Miejskiej, od października 1917 zastępca członka Twerskiego Komitetu SDPRR(b), od listopada 1917 do stycznia 1918 członek Zgromadzenia Ustawodawczego. Od 28 października do grudnia 1917 przewodniczący Twerskiego Komitetu Wojskowo-Rewolucyjnego, od 18 grudnia 1917 do 5 kwietnia 1918 przewodniczący Komitetu Wykonawczego Twerskiej Rady Gubernialnej, od kwietnia do sierpnia 1918 komisarz pracy, aprowizacji i zaopatrzenia obwodu zabajkalskiego, w sierpniu-wrześniu 1918 przewodniczący Zabajkalskiej Obwodowej Rady Komisarzy Ludowych. Od sierpnia 1918 prowadził podziemną działalność w Czycie, Bijsku i Wierchnieudinsku, od stycznia do kwietnia 1919 przewodniczący Nadbajkalskiego Podziemnego Komitetu RKP(b), w marcu-kwietniu 1919 przewodniczący Wschodniego Biura Syberyjskiego Podziemnego Obwodowego Komitetu RKP(b).
19 kwietnia 1919 aresztowany przez białogwardzistów, następnie rozstrzelany.